# Quinto Servilio Pudente
Quinto Servilio Pudente (en Latín: Quintus Servilius Pudens) fue un militar y senador romano, que vivió en el siglo II, y desarrolló su cursus honorum bajo los emperadores Antonino Pío, y Marco Aurelio. Fue cónsul ordinario en el año 166 junto a Lucio Fufidio Polión.

## Familia
Pudente puede estar relacionado familiarmente con Marco Servilio Silano, cónsul en los años 152 y 188. Se sabe con seguridad que Pudente se casó con Ceyonia Plaucia, hija de Lucio Elio César, el hijo adoptivo del emperador Adriano y su heredero aparente entre los años 136 y 138.
Al parecer había dos "Servilios Pudentes" viviendo aproximadamente al mismo tiempo: una inscripción atestigua que un hombre del mismo nombre era prefectus frumenti dandi, iuridicus de la Región VIII Emilia y gobernador de Creta y Cirenaica. Géza Alföldy señala que los iuridici para los distritos de Italia no comenzaron a existir hasta el año 166, y eran cargos pretorianos que se ejercían antes del consulado. Dado que cualquier hijo del cónsul Servilio Pudente estaría relacionado con la familia imperial, esta relación le eximiría de ocupar cargos pretorianos; el joven Quinto Servilio Pudente podría ser entonces el sobrino del cónsul del año 166.